# 阿部牙鯛
阿部赤鯮（学名：Dentex abei），又名阿部牙鯛、為牙鯛屬的其中一種，分布於西太平洋的台灣及琉球群島海域，棲息深度50-150公尺，體長可達30.7公分，棲息在沿海海域，屬肉食性，可做為食用魚。